# Italie aux Jeux olympiques de la jeunesse d'hiver de 2012
L'Italie a participé aux Jeux olympiques de la jeunesse d'hiver de 2012 à Innsbruck en Autriche du 13 janvier au 22 janvier 2012. L'équipe italienne était composée de 41 athlètes dans 15 sports.

## Médaillés
| Médaille | Nom                                                         | Sport                                | Épreuve             | Date       |
| -------- | ----------------------------------------------------------- | ------------------------------------ | ------------------- | ---------- |
| Or       | Florian Gruber Simon Kainzwaldner                           | Luge                                 | Doubles hommes      | 16 janvier |
| Or       | Patrick Baumgartner Alessandro Grande                       | Bobsleigh                            | Bob à deux hommes   | 22 janvier |
| Argent   | Amos Mosaner Denise Pimpini Alessandro Zoppi Arianna Losano | Curling                              | Équipes mixtes      | 18 janvier |
| Argent   | Hannes Zingerle                                             | Ski alpin                            | Slalom géant hommes | 19 janvier |
| Bronze   | Nicole Martinelli                                           | Patinage de vitesse sur piste courte | 500 mètres femmes   | 19 janvier |

## Résultats

### Ski alpin
Hommes
| Athlète         | Épreuve      | Finale          | Finale          | Finale          | Finale          |
| Athlète         | Épreuve      | Manche 1        | Manche 2        | Total           | Rang            |
| --------------- | ------------ | --------------- | --------------- | --------------- | --------------- |
| Davide Da Villa | Slalom       | 39 s 97         | 40 s 52         | 1 min 20 s 49   | 4               |
| Davide Da Villa | Slalom géant | N'a pas terminé | N'a pas terminé | N'a pas terminé | N'a pas terminé |
| Davide Da Villa | Super-G      |                 |                 | 1 min 05 s 53   | 7               |
| Davide Da Villa | Combined     | 1 min 04 s 65   | N'a pas terminé | N'a pas terminé | N'a pas terminé |
| Hannes Zingerle | Slalom       | N'a pas terminé | N'a pas terminé | N'a pas terminé | N'a pas terminé |
| Hannes Zingerle | Slalom géant | 57 s 54         | 54 s 56         | 1 min 52 s 10   | 2               |
| Hannes Zingerle | Super-G      |                 |                 | 1 min 05 s 57   | 9               |
| Hannes Zingerle | Combiné      | 1 min 03 s 97   | N'a pas terminé | N'a pas terminé | N'a pas terminé |

Femmes
| Athlète           | Épreuve      | Finale           | Finale           | Finale           | Finale           |
| Athlète           | Épreuve      | Manche 1         | Manche 2         | Total            | Rang             |
| ----------------- | ------------ | ---------------- | ---------------- | ---------------- | ---------------- |
| Jasmine Fiorano   | Slalom       | 42 s 60          | 39 s 41          | 1 min 22 s 01    | 5                |
| Jasmine Fiorano   | Slalom géant | 59 s 25          | 1 min 01 s 77    | 2 min 01 s 02    | 17               |
| Jasmine Fiorano   | Super-G      |                  |                  | N'a pas terminée | N'a pas terminée |
| Jasmine Fiorano   | Combiné      | 1 min 06 s 40    | 36 s 87          | 1 min 43 s 27    | 10               |
| Veronica Olivieri | Slalom       | N'a pas terminée | N'a pas terminée | N'a pas terminée | N'a pas terminée |
| Veronica Olivieri | Slalom géant | 59 s 86          | 59 s 95          | 1 min 59 s 81    | 12               |
| Veronica Olivieri | Super-G      |                  |                  | 1 min 06 s 59    | 8                |
| Veronica Olivieri | Combiné      | 1 min 05 s 70    | 37 s 82          | 1 min 43 s 52    | 12               |

Équipe
| Athlète                                                           | Épreuve                              | Quart de finale | Demi-finale   | Finale       | Rang |
| ----------------------------------------------------------------- | ------------------------------------ | --------------- | ------------- | ------------ | ---- |
| Veronica Olivieri Davide Da Villa Jasmine Fiorano Hannes Zingerle | Épreuve parallèle par équipes mixtes | Allemagne V 3-0 | Norvège D 2-2 | France D 1-3 | 4    |

### Biathlon
Hommes
| Athlète               | Épreuve   | Finale        | Finale  | Finale |
| Athlète               | Épreuve   | Temps         | Manqués | Rang   |
| --------------------- | --------- | ------------- | ------- | ------ |
| Federico Di Francesco | Sprint    | 20 min 59 s 4 | 2       | 15     |
| Federico Di Francesco | Poursuite | 32 min 19 s 8 | 8       | 20     |
| Xavier Guidetti       | Sprint    | 20 min 40 s 2 | 2       | 11     |
| Xavier Guidetti       | Poursuite | 31 min 53 s 1 | 8       | 16     |

Femmes
| Athlète       | Épreuve   | Finale        | Finale  | Finale |
| Athlète       | Épreuve   | Temps         | Manqués | Rang   |
| ------------- | --------- | ------------- | ------- | ------ |
| Anna Savin    | Sprint    | 20 min 20 s 3 | 3       | 29     |
| Anna Savin    | Poursuite | 34 min 06 s 8 | 6       | 29     |
| Lisa Vittozzi | Sprint    | 18 min 42 s 8 | 1       | 8      |
| Lisa Vittozzi | Poursuite | 28 min 07 s 7 | 0       | 5      |

Mixte
| Athlète                                                        | Épreuve                           | Finale            | Finale  | Finale |
| Athlète                                                        | Épreuve                           | Temps             | Manqués | Rang   |
| -------------------------------------------------------------- | --------------------------------- | ----------------- | ------- | ------ |
| Lisa Vittozzi Anna Savin Federico Di Francesco Xavier Guidetti | Relais mixte                      | 1 h 15 min 46 s 6 | 0+11    | 5      |
| Lisa Vittozzi Alice Canclini Xavier Guidetti Manuel Perotti    | Relais mixte ski de fond/biathlon | 1 h 07 min 05 s 7 | 0+7     | 11     |

### Bobsleigh
Hommes
| Athlète                               | Épreuve           | Finale   | Finale   | Finale        | Finale |
| Athlète                               | Épreuve           | Manche 1 | Manche 2 | Total         | Rang   |
| ------------------------------------- | ----------------- | -------- | -------- | ------------- | ------ |
| Patrick Baumgartner Alessandro Grande | Bob à deux hommes | 54 s 83  | 54 s 31  | 1 min 49 s 14 | 1      |

Femmes
| Athlète                             | Épreuve           | Finale   | Finale   | Finale        | Finale |
| Athlète                             | Épreuve           | Manche 1 | Manche 2 | Total         | Rang   |
| ----------------------------------- | ----------------- | -------- | -------- | ------------- | ------ |
| Mathilde Parodi Valentina Margaglio | Bob à deux femmes | 56 s 15  | 56 s 26  | 1 min 52 s 41 | 5      |

### Ski de fond
Hommes
| Athlète        | Épreuve      | Finale        | Finale |
| Athlète        | Épreuve      | Temps         | Rang   |
| -------------- | ------------ | ------------- | ------ |
| Manuel Perotti | 10 km hommes | 31 min 22 s 5 | 14     |

Femmes
| Athlète        | Épreuve     | Finale        | Finale |
| Athlète        | Épreuve     | Temps         | Rang   |
| -------------- | ----------- | ------------- | ------ |
| Alice Canclini | 5 km femmes | 16 min 50 s 6 | 24     |

Sprint
| Athlète        | Épreuve       | Qualification | Qualification | Quart de finale | Quart de finale | Demi-finale   | Demi-finale   | Finale        | Finale        |
| Athlète        | Épreuve       | Total         | Rang          | Total           | Rang            | Total         | Rang          | Total         | Rang          |
| -------------- | ------------- | ------------- | ------------- | --------------- | --------------- | ------------- | ------------- | ------------- | ------------- |
| Manuel Perotti | Sprint hommes | 1 min 47 s 36 | 17 Q          | 2 min 03 s 2    | 6               | Non qualifié  | Non qualifié  | Non qualifié  | Non qualifié  |
| Alice Canclini | Sprint femmes | 2 min 00 s 11 | 7 Q           | 2 min 02 s 4    | 3               | Non qualifiée | Non qualifiée | Non qualifiée | Non qualifiée |

Mixte
| Athlète                                                     | Épreuve                           | Finale            | Finale  | Finale |
| Athlète                                                     | Épreuve                           | Temps             | Manqués | Rang   |
| ----------------------------------------------------------- | --------------------------------- | ----------------- | ------- | ------ |
| Lisa Vittozzi Alice Canclini Xavier Guidetti Manuel Perotti | Relais mixte ski de fond/biathlon | 1 h 07 min 05 s 7 | 0+7     | 11     |

### Curling
Hommes
- Skip: Amos Mosaner
- Second: Alessandro Zoppi

Femmes
- Third: Denise Pimpini
- Lead: Arianna Losano

#### Équipes mixtes
| Classement final du tour principal \| Groupe rouge \| Skip \| V \| D \| \| --------------- \| ----------------- \| - \| - \| \| Suède \| Rasmus Wranå \| 6 \| 1 \| \| Canada \| Thomas Scoffin \| 5 \| 2 \| \| Japon \| Shingo Usui \| 4 \| 3 \| \| Italie \| Amos Mosaner \| 4 \| 3 \| \| Grande-Bretagne \| Duncan Menzies \| 3 \| 4 \| \| Russie \| Mikhail Vaskov \| 3 \| 4 \| \| Autriche \| Mathias Genner \| 2 \| 5 \| \| Allemagne \| Daniel Rothballer \| 1 \| 6 \| |                   |   |   |
| Groupe rouge | Skip              | V | D |
| Suède | Rasmus Wranå      | 6 | 1 |
| Canada | Thomas Scoffin    | 5 | 2 |
| Japon | Shingo Usui       | 4 | 3 |
| Italie | Amos Mosaner      | 4 | 3 |
| Grande-Bretagne | Duncan Menzies    | 3 | 4 |
| Russie | Mikhail Vaskov    | 3 | 4 |
| Autriche | Mathias Genner    | 2 | 5 |
| Allemagne | Daniel Rothballer | 1 | 6 |

##### Résultats du tour principal
| A                 | 1 | 2 | 3 | 4 | 5 | 6 | 7 | 8 | 9 | 10 | Total |
| ----------------- | - | - | - | - | - | - | - | - | - | -- | ----- |
| Italie (Mosaner)  | 1 | 0 | 3 | 0 | 0 | 3 | 0 | X |   |    | 7     |
| Russie (Vaskov) X | 0 | 1 | 0 | 1 | 0 | 0 | 1 | X |   |    | 3     |

| B                  | 1 | 2 | 3 | 4 | 5 | 6 | 7 | 8 | 9 | 10 | Total |
| ------------------ | - | - | - | - | - | - | - | - | - | -- | ----- |
| Japon (Usui)       | 0 | 0 | 0 | 2 | 0 | 3 | 0 | X |   |    | 5     |
| Italie (Mosaner) X | 1 | 0 | 0 | 0 | 1 | 0 | 1 | X |   |    | 3     |

| C                  | 1 | 2 | 3 | 4 | 5 | 6 | 7 | 8 | 9 | 10 | Total |
| ------------------ | - | - | - | - | - | - | - | - | - | -- | ----- |
| Canada (Scoffin) X | 0 | 1 | 0 | 0 | 1 | 1 | 3 | X |   |    | 6     |
| Italie (Mosaner)   | 0 | 0 | 0 | 0 | 0 | 0 | 0 | X |   |    | 0     |

| A                | 1 | 2 | 3 | 4 | 5 | 6 | 7 | 8 | 9 | 10 | Total |
| ---------------- | - | - | - | - | - | - | - | - | - | -- | ----- |
| Suède (Wranå) X  | 2 | 1 | 0 | 0 | 0 | 1 | 1 | 0 |   |    | 5     |
| Italie (Mosaner) | 0 | 0 | 1 | 2 | 2 | 0 | 0 | 2 |   |    | 7     |

| D                      | 1 | 2 | 3 | 4 | 5 | 6 | 7 | 8 | 9 | 10 | Total |
| ---------------------- | - | - | - | - | - | - | - | - | - | -- | ----- |
| Allemagne (Rothballer) | 0 | 0 | 2 | 0 | 1 | 0 | 0 | X |   |    | 3     |
| Italie (Mosaner) X     | 2 | 1 | 0 | 1 | 0 | 1 | 4 | X |   |    | 9     |

| B                         | 1 | 2 | 3 | 4 | 5 | 6 | 7 | 8 | 9 | 10 | Total |
| ------------------------- | - | - | - | - | - | - | - | - | - | -- | ----- |
| Italie (Mosaner) X        | 1 | 0 | 0 | 2 | 0 | 2 | 0 | 0 |   |    | 5     |
| Grande-Bretagne (Menzies) | 0 | 0 | 3 | 0 | 1 | 0 | 2 | 1 |   |    | 7     |

| C                  | 1 | 2 | 3 | 4 | 5 | 6 | 7 | 8 | 9 | 10 | Total |
| ------------------ | - | - | - | - | - | - | - | - | - | -- | ----- |
| Italie (Mosaner) X | 2 | 0 | 0 | 2 | 2 | 0 | 0 | X |   |    | 6     |
| Autriche (Genner)  | 0 | 0 | 1 | 0 | 0 | 1 | 1 | X |   |    | 3     |

##### Quart de finale
| B                    | 1 | 2 | 3 | 4 | 5 | 6 | 7 | 8 | 9 | 10 | Total |
| -------------------- | - | - | - | - | - | - | - | - | - | -- | ----- |
| Italie (Mosaner) X   | 0 | 0 | 1 | 4 | 0 | 2 | 0 | X |   |    | 7     |
| États-Unis (Dropkin) | 0 | 0 | 0 | 0 | 2 | 0 | 3 | X |   |    | 5     |

##### Demi-finale
| D                  | 1 | 2 | 3 | 4 | 5 | 6 | 7 | 8 | 9 | 10 | Total |
| ------------------ | - | - | - | - | - | - | - | - | - | -- | ----- |
| Canada (Scoffin)   | 0 | 1 | 0 | 0 | 1 | 0 | 0 | X |   |    | 2     |
| Italie (Mosaner) X | 2 | 0 | 1 | 3 | 0 | 1 | 1 | X |   |    | 8     |

##### Finale
| C                  | 1 | 2 | 3 | 4 | 5 | 6 | 7 | 8 | 9 | 10 | Total |
| ------------------ | - | - | - | - | - | - | - | - | - | -- | ----- |
| Italie (Mosaner)   | 0 | 1 | 0 | 2 | 0 | 1 | 0 | X |   |    | 4     |
| Suisse (Brunner) X | 2 | 0 | 2 | 0 | 1 | 0 | 1 | X |   |    | 6     |

#### Doubles mixtes

##### 16ede finale
| D                                           | 1 | 2 | 3 | 4 | 5 | 6 | 7 | 8 | 9 | 10 | Total |
| ------------------------------------------- | - | - | - | - | - | - | - | - | - | -- | ----- |
| Mikhail Vaskov (RUS) Zuzana Hrůzová (CZE) X | 0 | 5 | 1 | 1 | 1 | 1 | 1 | X |   |    | 10    |
| Marie Turmann (EST) Alessandro Zoppi (ITA)  | 3 | 0 | 0 | 0 | 0 | 0 | 0 | X |   |    | 3     |

| D                                             | 1 | 2 | 3 | 4 | 5 | 6 | 7 | 8 | 9 | 10 | Total |
| --------------------------------------------- | - | - | - | - | - | - | - | - | - | -- | ----- |
| Kang Sue-yeon (KOR) Krystof Krupanský (CZE) X | 3 | 1 | 0 | 3 | 0 | 2 | 1 | X |   |    | 10    |
| Daniel Rothballer (GER) Arianna Losano (ITA)  | 0 | 0 | 2 | 0 | 3 | 0 | 0 | X |   |    | 5     |

| D                                         | 1 | 2 | 3 | 4 | 5 | 6 | 7 | 8 | 9 | 10 | Total |
| ----------------------------------------- | - | - | - | - | - | - | - | - | - | -- | ----- |
| Marek Černovský (CZE) Rachel Hannen (GBR) | 0 | 2 | 1 | 2 | 0 | 0 | 2 | 1 |   |    | 8     |
| Denise Pimpini (ITA) David Weyer (NZL) X  | 2 | 0 | 0 | 0 | 2 | 1 | 0 | 0 |   |    | 5     |

| D                                            | 1 | 2 | 3 | 4 | 5 | 6 | 7 | 8 | 9 | 10 | Total |
| -------------------------------------------- | - | - | - | - | - | - | - | - | - | -- | ----- |
| Alzbeta Baudyšová (CZE) Bai Yang (CHN)       | 0 | 0 | 0 | 5 | 1 | 0 | 3 | 0 |   |    | 9     |
| Amos Mosaner (ITA) Irena Brettbacher (AUT) X | 1 | 1 | 1 | 0 | 0 | 4 | 0 | 3 |   |    | 10    |

##### 8ede finale
| B                                          | 1 | 2 | 3 | 4 | 5 | 6 | 7 | 8 | 9 | 10 | Total |
| ------------------------------------------ | - | - | - | - | - | - | - | - | - | -- | ----- |
| Yoo Min-hyeon (KOR) Mako Tamakuma (JPN) X  | 2 | 0 | 3 | 1 | 1 | 0 | 2 | X |   |    | 9     |
| Amos Mosaner (ITA) Irena Brettbacher (AUT) | 0 | 1 | 0 | 0 | 0 | 3 | 0 | X |   |    | 4     |

### Patinage artistique
Hommes
| Athlète(s)             | Épreuve    | PC/DO  | PC/DO | PL/DL  | PL/DL | Total  | Total |
| Athlète(s)             | Épreuve    | Points | Rang  | Points | Rang  | Points | Rang  |
| ---------------------- | ---------- | ------ | ----- | ------ | ----- | ------ | ----- |
| Carlo Vittorio Palermo | Individuel | 39,29  | 12    | 86,26  | 10    | 125,55 | 12    |

Femmes
| Athlète(s)     | Épreuve    | PC/DO  | PC/DO | PL/DL  | PL/DL | Total  | Total |
| Athlète(s)     | Épreuve    | Points | Rang  | Points | Rang  | Points | Rang  |
| -------------- | ---------- | ------ | ----- | ------ | ----- | ------ | ----- |
| Micol Cristini | Individuel | 39,87  | 9     | 65,67  | 12    | 105,44 | 11    |

Couples
| Athlète(s)                       | Épreuve         | PC/DO  | PC/DO | PL/DL  | PL/DL | Total  | Total |
| Athlète(s)                       | Épreuve         | Points | Rang  | Points | Rang  | Points | Rang  |
| -------------------------------- | --------------- | ------ | ----- | ------ | ----- | ------ | ----- |
| Jasmine Tessari Stefano Colafato | Danse sur glace | 38,00  | 7     | 50,15  | 8     | 88,15  | 8     |

Mixte
| Athlètes                                                                                       | Épreuve             | Hommes | Hommes | Hommes | Femmes | Femmes | Femmes | Danse sur glace | Danse sur glace | Danse sur glace | Total  | Total |
| Athlètes                                                                                       | Épreuve             | Score  | Rang   | Points | Score  | Rang   | Points | Score           | Rang            | Points          | Points | Rang  |
| ---------------------------------------------------------------------------------------------- | ------------------- | ------ | ------ | ------ | ------ | ------ | ------ | --------------- | --------------- | --------------- | ------ | ----- |
| Équipe 3 Carlo Vittorio Palermo (ITA) Anaïs Ventard (FRA) Jana Cejkova/Alexandr Sinicyn (CZE)  | Trophée par équipes | 75,71  | 7      | 2      | 76,09  | 4      | 5      | 54,72           | 5               | 4               | 11     | 8     |
| Équipe 7 June Hyoung Lee (KOR) Micol Cristini (ITA) Victoria-Laura Lohmus/Andrei Davodov (EST) | Trophée par équipes | 109,30 | 3      | 6      | 65,60  | 6      | 3      | 45,60           | 6               | 3               | 12     | 7     |

### Ski acrobatique
Ski cross
| Athlète        | Épreuve          | Qualification | Qualification | Quart de finale | Demi-finale | Finale   |
| Athlète        | Épreuve          | Temps         | Rang          | Rang            | Rang        | Rang     |
| -------------- | ---------------- | ------------- | ------------- | --------------- | ----------- | -------- |
| Patrick Renner | Ski cross hommes | 58 s 36       | 8             | Annulées        | Annulées    | Annulées |

### Hockey sur glace
Femmes
| Athlète(s)         | Épreuve                    | Qualification | Qualification | Grande finale | Grande finale |
| Athlète(s)         | Épreuve                    | Points        | Rang          | Points        | Rang          |
| ------------------ | -------------------------- | ------------- | ------------- | ------------- | ------------- |
| Agnese Tartaglione | Concours féminin d'agilité | 15            | 7 Q           | 17            | 4             |

### Luge
Hommes
| Athlète                           | Épreuve       | Finale   | Finale   | Finale         | Finale |
| Athlète                           | Épreuve       | Manche 1 | Manche 2 | Total          | Rang   |
| --------------------------------- | ------------- | -------- | -------- | -------------- | ------ |
| Simon Kainzwaldner                | Simple hommes | 40 s 222 | 40 s 104 | 1 min 20 s 326 | 10     |
| Florian Gruber Simon Kainzwaldner | Double hommes | 42 s 590 | 42 s 604 | 1 min 25 s 194 | 1      |

Femmes
| Athlète       | Épreuve       | Finale   | Finale   | Finale         | Finale |
| Athlète       | Épreuve       | Manche 1 | Manche 2 | Total          | Rang   |
| ------------- | ------------- | -------- | -------- | -------------- | ------ |
| Maria Messner | Simple femmes | 44 s 728 | 40 s 550 | 1 min 25 s 278 | 23     |
| Andrea Vötter | Simple femmes | 40 s 352 | 40 s 393 | 1 min 20 s 745 | 6      |

Équipe
| Athlète                                                         | Épreuve                   | Finale   | Finale   | Finale   | Finale         | Finale |
| Athlète                                                         | Épreuve                   | Hommes   | Femmes   | Doubles  | Total          | Rang   |
| --------------------------------------------------------------- | ------------------------- | -------- | -------- | -------- | -------------- | ------ |
| Andrea Vötter Daniel Gatterer Florian Gruber Simon Kainzwaldner | Relais par équipes mixtes | 44 s 932 | 47 s 943 | 46 s 982 | 2 min 19 s 857 | 5      |

### Combiné nordique
Hommes
| Athlète        | Épreuve           | Saut à ski | Saut à ski | Ski de fond | Ski de fond   | Finale        | Finale |
| Athlète        | Épreuve           | Points     | Rang       | Retard      | Temps ski     | Total temps   | Rang   |
| -------------- | ----------------- | ---------- | ---------- | ----------- | ------------- | ------------- | ------ |
| Raffaele Buzzi | Individuel hommes | 119,2      | 11         | 1 min 13    | 25 min 50 s 4 | 27 min 03 s 4 | 5      |

### Patinage de vitesse sur piste courte
Hommes
| Athlète      | Épreuve             | Quart de finale | Quart de finale | Demi-finale    | Demi-finale | Finale         | Finale |
| Athlète      | Épreuve             | Temps           | Rang            | Temps          | Rang        | Temps          | Rang   |
| ------------ | ------------------- | --------------- | --------------- | -------------- | ----------- | -------------- | ------ |
| Milan Grugni | 500 mètres hommes   | 1 min 05 s 394  | 3 Q*            | 46 s 685       | 4 qB        | 49 s 630       | 4      |
| Milan Grugni | 1 000 mètres hommes | 1 min 33 s 540  | 2 Q             | 1 min 33 s 183 | 4 qB        | 1 min 40 s 766 | 1      |

- * Avantage donné à cause d'une chute provoquée par un autre patineur.

Femmes
| Athlète           | Épreuve             | Quart de finale | Quart de finale | Demi-finale    | Demi-finale   | Finale         | Finale        |
| Athlète           | Épreuve             | Temps           | Rang            | Temps          | Rang          | Temps          | Rang          |
| ----------------- | ------------------- | --------------- | --------------- | -------------- | ------------- | -------------- | ------------- |
| Nicole Martinelli | 500 mètres femmes   | 46 s 390        | 2 Q             | 46 s 679       | 2 Q           | 46 s 594       | 3             |
| Nicole Martinelli | 1 000 mètres femmes | 1 min 39 s 809  | 2 Q             | 1 min 36 s 620 | 3 qB          | 1 min 47 s 451 | 1             |
| Arianna Sighel    | 500 mètres femmes   | Pénalité        | Pénalité        | Non qualifiée  | Non qualifiée | Non qualifiée  | Non qualifiée |
| Arianna Sighel    | 1 000 mètres femmes | 1 min 38 s 102  | 2 Q             | 1 min 37 s 609 | 4 qB          | 2 min 13 s 756 | 2             |

Mixte
| Athlète                                                                                         | Épreuve              | Demi-finale    | Demi-finale | Finale         | Finale   |
| Athlète                                                                                         | Épreuve              | Temps          | Rang        | Temps          | Rang     |
| ----------------------------------------------------------------------------------------------- | -------------------- | -------------- | ----------- | -------------- | -------- |
| Équipe C Nicole Martinelli (ITA) Milan Grugni (ITA) Timea Toth (HUN) Tamas Farkas (HUN)         | Relais mixte par CNO | 4 min 28 s 026 | 3 qB        | 4 min 29 s 686 | 2        |
| Équipe G Dariya Goncharova (KAZ) Su Min Yoon (KOR) Arianna Sighel (ITA) Dominic Andermann (AUT) | Relais mixte par CNO | 4 min 22 s 356 | 3 qB        | Pénalité       | Pénalité |

### Skeleton
Hommes
| Athlète              | Épreuve           | Finale   | Finale   | Finale        | Finale |
| Athlète              | Épreuve           | Manche 1 | Manche 2 | Total         | Rang   |
| -------------------- | ----------------- | -------- | -------- | ------------- | ------ |
| Ferdinando Mulassano | Individuel hommes | 59 s 86  | 59 s 94  | 1 min 59 s 80 | 11     |

Femmes
| Athlète               | Épreuve           | Finale   | Finale        | Finale        | Finale |
| Athlète               | Épreuve           | Manche 1 | Manche 2      | Total         | Rang   |
| --------------------- | ----------------- | -------- | ------------- | ------------- | ------ |
| Guendalina Bergonzoni | Individuel femmes | Annulée  | 1 min 01 s 57 | 1 min 01 s 57 | 11     |

### Saut à ski
Hommes
| Athlète         | Épreuve           | 1er saut | 1er saut | 2e saut  | 2e saut | Total  | Total |
| Athlète         | Épreuve           | Distance | Points   | Distance | Points  | Points | Rang  |
| --------------- | ----------------- | -------- | -------- | -------- | ------- | ------ | ----- |
| Daniele Varesco | Individuel hommes | 67,5 m   | 107,8    | 67,0 m   | 108,1   | 215,9  | 10    |

Femmes
| Athlète            | Épreuve           | 1er saut | 1er saut | 2e saut  | 2e saut | Total  | Total |
| Athlète            | Épreuve           | Distance | Points   | Distance | Points  | Points | Rang  |
| ------------------ | ----------------- | -------- | -------- | -------- | ------- | ------ | ----- |
| Veronica Gianmoena | Individuel femmes | 51,0 m   | 66,2     | 55,5 m   | 76,0    | 142,2  | 12    |

Équipe avec combiné nordique
| Athlète                                           | Épreuve                 | 1er tour | 2e tour | Total | Rang |
| ------------------------------------------------- | ----------------------- | -------- | ------- | ----- | ---- |
| Veronica Gianmoena Raffaele Buzzi Daniele Varesco | Compétition par équipes | 222,8    | 266,8   | 489,6 | 10   |

### Snowboard
Femmes
| Athlète               | Épreuve           | Qualification | Qualification | Qualification | Demi-finale | Demi-finale | Demi-finale | Finale   | Finale   | Finale |
| Athlète               | Épreuve           | Manche 1      | Manche 2      | Rang          | Manche 1    | Manche 2    | Rang        | Manche 1 | Manche 2 | Rang   |
| --------------------- | ----------------- | ------------- | ------------- | ------------- | ----------- | ----------- | ----------- | -------- | -------- | ------ |
| Maria Delfina Maiocco | Half-pipe femmes  | 28,50         | 58,25         | 6 q           | 74,25       | 83,75       | 2 Q         | 69,00    | 44,25    | 6      |
| Maria Delfina Maiocco | Slopestyle femmes | 55,25         | 74,75         | 7 Q           |             |             |             | 47,25    | 54,25    | 6      |

### Patinage de vitesse
Hommes
| Athlète      | Épreuve              | Course 1 | Course 2 | Total           | Rang            |
| ------------ | -------------------- | -------- | -------- | --------------- | --------------- |
| Matteo Cotza | 500 m hommes         | 39 s 98  | 39 s 61  | 79 s 59         | 7               |
| Matteo Cotza | Départ groupé hommes |          |          | N'a pas terminé | N'a pas terminé |

Femmes
| Athlète          | Épreuve              | Course 1 | Course 2 | Total            | Rang             |
| ---------------- | -------------------- | -------- | -------- | ---------------- | ---------------- |
| Laura De Candido | 500 m femmes         | 45 s 48  | 45 s 49  | 90 s 97          | 11               |
| Laura De Candido | Départ groupé femmes |          |          | N'a pas terminée | N'a pas terminée |
| Gloria Malfatti  | 500 m femmes         | 44 s 60  | 44 s 12  | 88 s 72          | 7                |
| Gloria Malfatti  | 3 000 mètres femmes  |          |          | 4 min 59 s 97    | 10               |
| Gloria Malfatti  | Départ groupé femmes |          |          | 6 min 03 s 91    | 7                |

## Sources
- (en) Cet article est partiellement ou en totalité issu de l’article de Wikipédia en anglais intitulé « Italy at the 2012 Winter Youth Olympics » (voir la liste des auteurs).